# Liste der Baudenkmäler in Bamberg/Jakobsberg
Auf dieser Seite sind die Baudenkmäler in der oberfränkischen kreisfreien Stadt Bamberg zusammengestellt. Diese Tabelle ist eine Teilliste der Liste der Baudenkmäler in Bayern. Grundlage ist die Bayerische Denkmalliste, die auf Basis des Bayerischen Denkmalschutzgesetzes vom 1. Oktober 1973 erstmals erstellt wurde und seither durch das Bayerische Landesamt für Denkmalpflege geführt wird. Die folgenden Angaben ersetzen nicht die rechtsverbindliche Auskunft der Denkmalschutzbehörde.
Diese Teilliste enthält die Denkmäler im Gebiet der ehemaligen Immunität St. Jakob mit der Altenburg gemäß der Aufteilung der Buchreihe Die Kunstdenkmäler von Bayern.

## Baudenkmäler der ehemaligen Immunität St. Jakob mit der Altenburg

### Altenburg

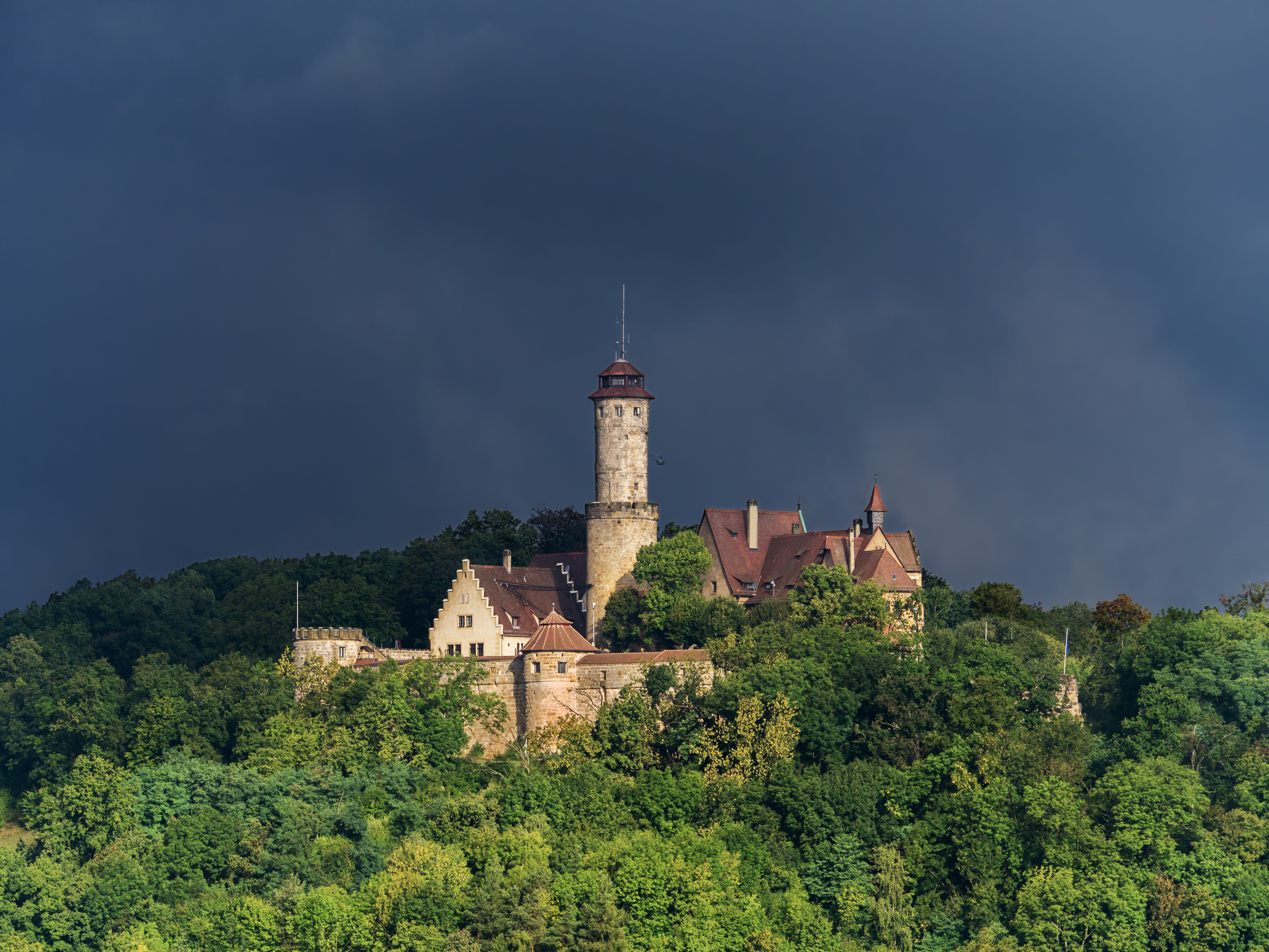
Die Altenburg, Ansicht von Osten. September 2013

Die Altenburg (Lage) (Bilder) (Aktennummer: D-4-61-000-1) ist eine ehemalige fürstbischöfliche Veste, weitgehend im 15. Jahrhundert neu errichtete, um 1900 historistisch überformte Höhenburg mit Resten mittelalterlicher Wall- und Grabenanlagen. Im Nordosten sind Teile der Burganlage durch Bergrutsche abgegangen. Die Bauten wesentlich aus Sandsteinquadern und Bruchstein erstellt worden und besteht aus folgenden Bauteilen.

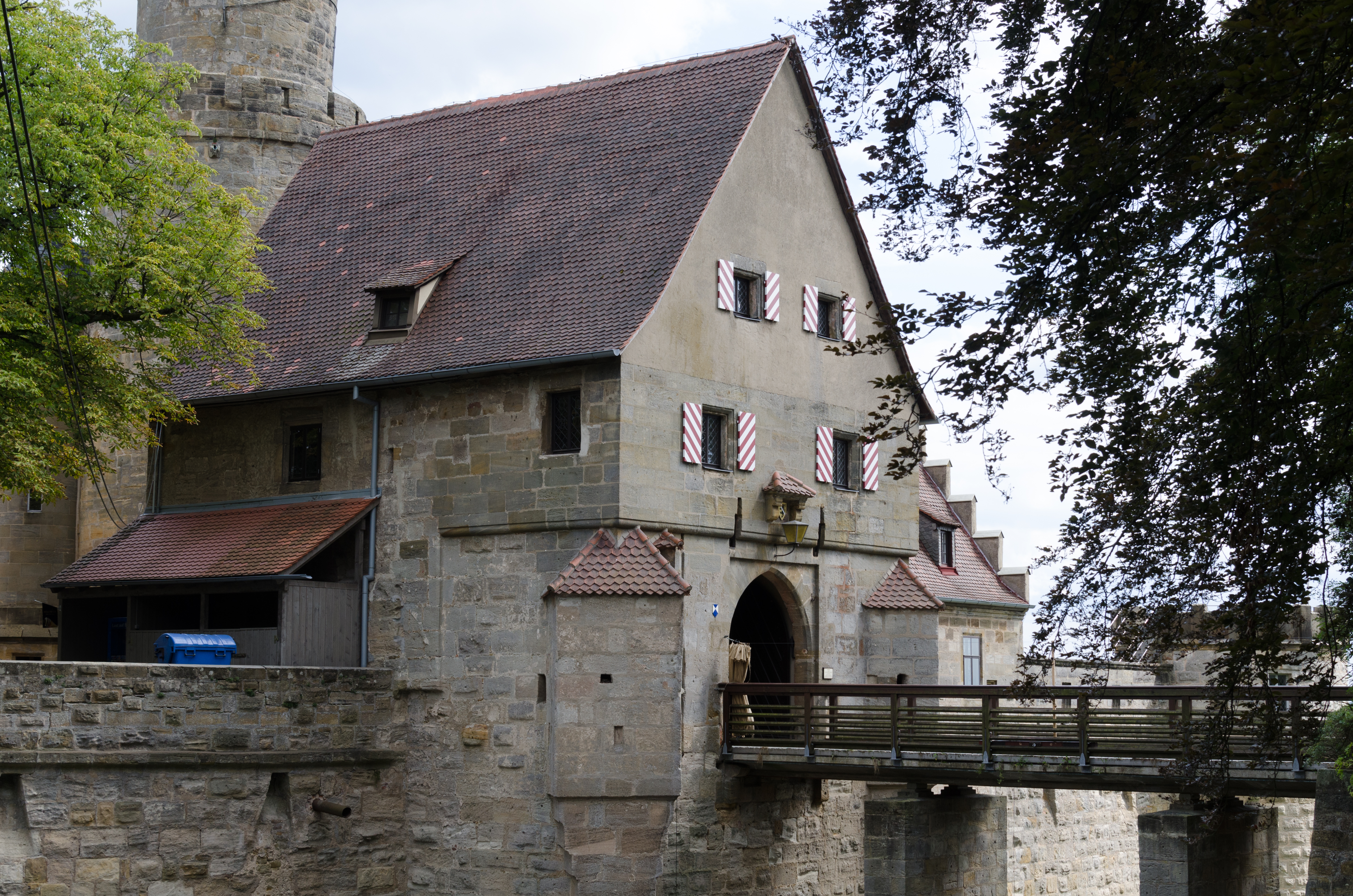
Die Altenburg, Torbau, Feldseite. August 2014

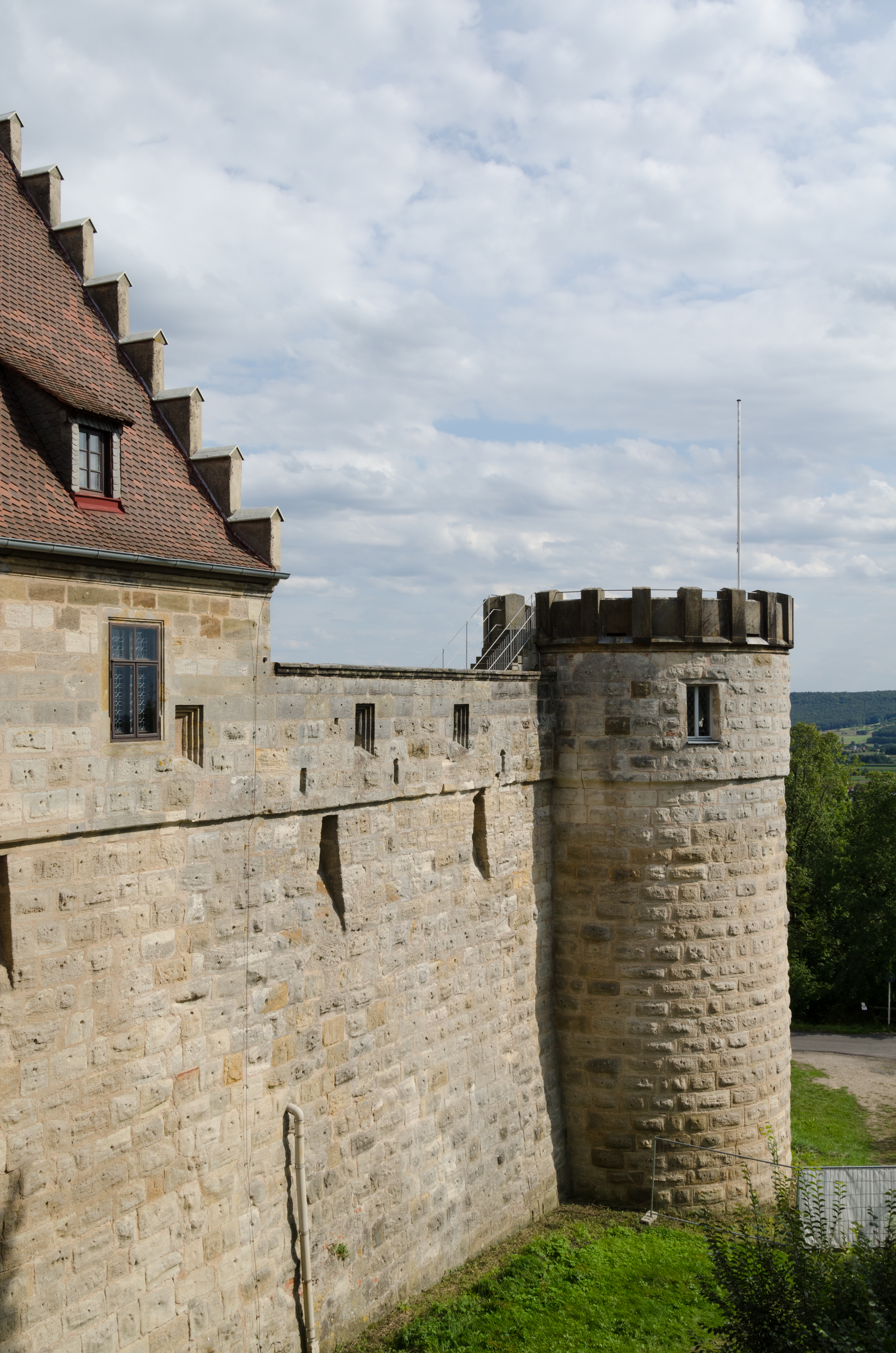
Die Altenburg, Futtermauer an der Westseite, Feldseite. August 2014

- Bergfried, Butterfassform, um 1400–1414, oberstes Geschoss 1743 von Johann Jakob Michael Küchel, mit Wappen des Fürstbischofs Friedrich Carl von Schönborn von Leonhard Gollwitzer, Welsche Haube von 1902, Treppenturm mit Kegeldach, 1864/65 in der Form seines Vorgängers von 1579/80 erneuert
- Äußere Umfassungsmauern mit drei Wehrtürmen, Mitte 15. Jahrhundert bis Anfang 16. Jahrhundert
  - Nordturm, sogenannter Petersturm, heute Hoffmannsklause, polygonaler, dreigeschossiger Unterbau aus glatten Sandsteinquadern, darüber halbrundes Obergeschoss mit Wappen des Fürstbischofs Anton von Rotenhan (1432–1459), Rundbogenfenster vom Umbau 1867
  - nordwestlicher Scharwachtturm des 16. Jahrhunderts mit neugotischen Zinnen aus der zweiten Hälfte des 19. Jahrhunderts, aus der Regierungszeit Antons von Rotenhan
  - nördlicher und westlicher Mauerzug sowie der Unterbau des runden Südwestturms aus Bossenquadern, Obergeschoss mit Wappen Fürstbischofs Georg I. von Schaumburg (1459–1475), Zinnenkranz 1868
  - am Westteil des südlichen Mauerzugs mehrere fürstbischöfliche Wappen, bezeichnet „1474“ bis bezeichnet „1490“
  - halbrunder südlicher Mauerturm, sogenannte Amalienklause mit Bossenquadermauerwerk, Umbau 18. Jahrhundert
  - der Ostteil des südlichen Mauerzugs wohl 1518 (Wappenstein) vollendet, Wehrgang 1983 rekonstruiert
  - östlicher Mauerzug im 18. Jahrhundert erneuert, Stück zwischen Nord- und Ostmauer 2002 durch Betonmauer gesichert, etliche teils in situ, teils als Spolien versetzte Wappensteine
- Futtermauer an der Westseite des Halsgrabens 1493 von Hans Wattendorfer
- Grabenbrücke, Balkenbrücke auf zwei Sandsteinpfeilern, wohl von Heinrich Menzel, 1824, Brückenbahn später erneuert
- Torbau, über dreigeschossigem Unterbau auf Brückenniveau zweigeschossig aufragender Satteldachbau, Sandsteinquader mit Fachwerkgiebeln, verputzt, im Kern Mitte 15. Jahrhundert, nach Zerstörung im Markgrafenkrieg Wiederaufbau 1554–1556, Veränderungen 18. Jahrhundert, mit Ausstattung
- südlich an das Torhaus anschließender Wirtschaftsbau, eingeschossiger Satteldachbau mit Treppengiebeln, 1834/35 von Bernhard Solger über Keller des 15. Jahrhunderts, im Nordteil spätgotischer Küchenbau mit Rippengewölbe, um 1450, 1834/35 als neugotische Kapelle ausgebaut, mit Ausstattung
- Saalbau, sog. Neuer Palas, in West-Ost-Richtung langgestreckter, zweigeschossiger, im Sinne der Burgenromantik reich gegliederter, vierteiliger Baukörper, westlicher Querbau in Sandstein, mit Satteldach, Hauptbau mit Fachwerkobergeschoss und hohem Satteldach, Treppenhausbau mit Freitreppenvorbau, Zwerchhaus mit Schopfwalm und Dachreiter, Osttrakt mit abgewalmtem Dach, historistisch in Formen von Spätgotik und Renaissance des 16. Jahrhunderts, von Gustav Haeberle, 1901/1902
- Brunnen, Ziehbrunnen, Sandsteinpfeiler mit Rolle für Brunnenketten unter Halbwalmdach, von Gustav Haeberle nach altem Vorbild, 1902
- Grabmal für Adalbert Friedrich Marcus [1753–1816], 1962 nach Schändung in einfachen Formen erneuert, mit bronzener Grabplatte von Hans Leitherer
- Allgemeines Denkmal, Felsen mit vorgelagerter Treppenanlage, 1824
- Wittelsbacherstein, Obelisk auf Plinthe, von Paul Flechsel, 1903

### Am Bundleshof
| Lage                                                      | Objekt                  | Beschreibung                                   | Akten-Nr.                | Bild                    |
| --------------------------------------------------------- | ----------------------- | ---------------------------------------------- | ------------------------ | ----------------------- |
| Am Bundleshof; gegenüber Wildensorger Straße 9 (Standort) | Sogenanntes Dulderkreuz | Wegkreuz, Holz, Korpus von Caspar Christ, 1865 | D-4-61-000-1865 Wikidata | Sogenanntes Dulderkreuz |

### Das Neugreut
| Lage                                                            | Objekt            | Beschreibung                                                 | Akten-Nr.                | Bild |
| --------------------------------------------------------------- | ----------------- | ------------------------------------------------------------ | ------------------------ | --- |
| Das Neugreut (in der Nähe des abgegangenen Rothofes) (Standort) | Kleine Wegkapelle | Massiv mit Zeltdach, 18./19. Jahrhundert, Ausstattung modern | D-4-61-000-1206 Wikidata | [[Vorlage:Bilderwunsch/code!/C:49.88629,10.86272!/D:Das Neugreut (in der Nähe des abgegangenen Rothofes), Kleine Wegkapelle!/\|BW]] |

### Dr.-Remeis-Straße
| Lage                            | Objekt       | Beschreibung | Akten-Nr.                | Bild         |
| ------------------------------- | ------------ | --- | ------------------------ | ------------ |
| Dr.-Remeis-Straße 15 (Standort) | Villa Edel   | Zweigeschossiger Bau auf Winkelgrundriss, bewegte Dachlandschaft durch Satteldach mit Fachwerkgiebeln, Halbwalm, Gauben, Risaliten und polygonalem Eckerker mit Spitzhelm, Erdgeschoss massiv verputzt, Obergeschoss in Fachwerk, 1897 nach Entwurf von Philipp Schrüfer | D-4-61-000-80 Wikidata   | Villa Edel   |
| Dr.-Remeis-Straße 17 (Standort) | Villa Herlet | Mit Turm, zweigeschossiger traufständiger Massivbau, verputzt, durch beidseitige Mittelrisalite auf Kreuzgrundriss, Treppenturm mit Spitzhelm vor der nördlichen Giebelfront, verputzt, vorkragende Dachabschlüsse durch Walm, Krüppelwalm und Schopfwalm, sowie durch verputzte und Zierfachwerkgiebeln variiert, historistisch, 1897/98 von Theodor Schrüfer Gleichzeitiges zugehöriges Nebengebäude, Waschhaus und Holzlege | D-4-61-000-1429 Wikidata | Villa Herlet |

### Jakobsberg
| Lage                                      | Objekt                                                                                           | Beschreibung | Akten-Nr.               | Bild           |
| ----------------------------------------- | ------------------------------------------------------------------------------------------------ | --- | ----------------------- | -------------- |
| Jakobsberg 1 (Standort)                   | Wohngebäude                                                                                      | Freistehender zweigeschossiger einseitig abgewalmter Satteldachbau in Ecklage, Fachwerk verputzt, als Mansarddachbau um 1720 wohl neu errichtet, Walmdach von Umbau 1924/25, 1980–1983 Umbau des Innern | D-4-61-000-365 Wikidata | weitere Bilder |
| Jakobsberg 2 (Standort)                   | Erste Stiftskurie an der oberen Straße bei St. Jakob, heute St. Walburga, Hauptgebäude           | Zweigeschossig, traufständig, mit Ecklisenen, Mansarddach, massiv, 1772 von Joseph Clemens Madler unter Beibehaltung eines im Kern älteren Erdgeschosses, Umbauten 1861 (Verkürzung zur Erweiterung der Garteneinfahrt) und 1978/79 (Alten- und Pflegeheim) | D-4-61-000-366 Wikidata | weitere Bilder |
| Jakobsberg 2 (Standort)                   | Erste Stiftskurie an der oberen Straße bei St. Jakob, heute St. Walburga, Nebengebäude           | Zweigeschossig, mit Walmdach, ehem. Torhaus, Erdgeschoss massiv, Obergeschoss verputztes Fachwerk, 16. Jahrhundert, mit Anbau auf Winkelgrundriss 19. Jahrhundert | D-4-61-000-366 Wikidata | weitere Bilder |
| Jakobsberg 3 (Standort)                   | Wohngebäude                                                                                      | Über steinsichtigem Sockelgeschoss zweigeschossiger traufständiger Satteldachbau mit Brüstungsplatten, massiv verputzt, spätes 18. Jahrhundert, Umbauten 1888/90 | D-4-61-000-367 Wikidata | weitere Bilder |
| Jakobsberg 4 (Standort)                   | Erste Stiftskurie an der oberen Straße bei St. Jakob, heute St. Walburga, Östliches Nebengebäude | Zweigeschossiger, mit der Längsseite zur Straße gelegener Walmdachbau, Erdgeschoss massiv, Obergeschoss verputztes Fachwerk, erstes Viertel 18. Jahrhundert | D-4-61-000-368 Wikidata | weitere Bilder |
| Jakobsberg 4 (Standort)                   | Schulterbogenportal                                                                              | In der Hofmauer vermauert, Sandstein, frühes 16. Jahrhundert | D-4-61-000-368 Wikidata | weitere Bilder |
| Jakobsberg 6 (Standort)                   | Ehemaliges Kellerhaus der Brauerei Zum Grünen Wald                                               | Zweigeschossiger traufständiger Satteldachbau, im Kern eingeschossiger Fachwerkbau 18. Jahrhundert, 1876 aufgestockt und mit massiver verputzter Fassade versehen | D-4-61-000-369 Wikidata | weitere Bilder |
| Jakobsberg 8 (Standort)                   | Einhornskeller                                                                                   | Kellerhaus, eingeschossiger traufständiger Fachwerkbau mit korbbogiger Tordurchfahrt, Satteldach, über Felsenkelleranlage errichtet, 18. Jahrhundert, Schleppgauben 1883, Fachwerkfreilegung und Umbau 1922 | D-4-61-000-371 Wikidata | weitere Bilder |
| Jakobsberg 9 (Standort)                   | Hausfigur                                                                                        | St. Michael, Sandsteinfigur auf Konsole und unter Baldachin, neugotisch, 1889 | D-4-61-000-370 Wikidata | weitere Bilder |
| Jakobsberg 10 (Standort)                  | Wohngebäude                                                                                      | Zweigeschossiger traufständiger Eckbau mit Halbwalmdach mit Anbau in gleicher Traufhöhe, aber niedrigerem Satteldach nach Westen und kurzem, letztes Viertel 19. Jahrhundert verändertem Nordflügel mit Flachdach zur Storchsgasse, massives Erdgeschoss, Fachwerkobergeschoss, im Kern wohl 16./17. Jahrhundert, Jakobsbergfassade bei Umbau 1841 massiv erneuert | D-4-61-000-372 Wikidata | weitere Bilder |
| Jakobsberg 17 (Standort)                  | Wohngebäude                                                                                      | Zweigeschossiger traufständiger Satteldachbau, mit Gurtgesims verkröpfte Ecklisenen und geohrte Fenster, Fachwerk verputzt, im Kern 1456/57 mit gleichaltrigem Keller, um 1632 renoviert, heutiges Erscheinungsbild vom Umbau Ende 18. Jahrhundert geprägt, Überformungen 1965 und 2004/05                                                                         | D-4-61-000-373          | weitere Bilder |
| Jakobsberg 19 (Standort)                  | Wohngebäude                                                                                      | Zweigeschossiger Traufseitbau mit Satteldach, genutete Ecklisenen, unter geohrten Fenstern Brüstungsschürzen mit Spiegeln, wohl massiv, Um- oder Neubau um 1700, Mitte 18. Jahrhundert (Haustür) umgestaltet | D-4-61-000-374 Wikidata | weitere Bilder |
| Jakobsberg 21 (Standort)                  | Wohnhaus                                                                                         | Zweigeschossiges traufständiges Satteldachhaus mit seitlichem Eingang, massiv und Fachwerk, verputzt, spätes 17. Jahrhundert, Fassadenerneuerung 1833, nach Brand 1992 historisierend erneuert | D-4-61-000-375 Wikidata | weitere Bilder |
| Jakobsberg 23 (Standort)                  | Wohnhaus                                                                                         | Zweigeschossiger traufständiger Satteldachbau, massiv, Fachwerkgiebel, verputzt, im Kern 17./18. Jahrhundert, im späten 19. Jahrhundert modernisiert | D-4-61-000-376 Wikidata | weitere Bilder |
| Jakobsberg 25 (Standort)                  | Ehemalige Scheune, dann Kellerhaus                                                               | Giebelständiger Satteldachbau, massiv mit Südgiebel in Fachwerk, verputzt, zweite Hälfte 18. Jahrhundert, Veränderungen im Innern 1902 | D-4-61-000-377 Wikidata | weitere Bilder |
| Jakobsberg 27; Nähe Jakobsberg (Standort) | Wohnhaus                                                                                         | Zweigeschossiger traufständiger Satteldachbau, Erdgeschoss massiv, Obergeschoss mit Zierfachwerk, kurz nach 1619, Erdgeschossveränderungen 1863, Fachwerkfreilegung 1934/35 Hoftor, Sandsteinquaderbau, vermutlich ein translozierter Bogen der Durchfahrt vom 1886 abgebrochenen Jakobstor von 1731, mit Staufenbergwappen um 1620                                | D-4-61-000-378 Wikidata | weitere Bilder |

### Jakobsplatz
| Lage                                                            | Objekt | Beschreibung | Akten-Nr.               | Bild           |
| --------------------------------------------------------------- | --- | --- | ----------------------- | -------------- |
| Jakobsplatz 1 (Standort)                                        | Villa Aja | Zwei- und dreigeschossiger Walmdachbau mit Blendfachwerkobergeschoss, historistisch, 1888 | D-4-61-000-379 Wikidata | weitere Bilder |
| Jakobsplatz 3 (Standort)                                        | Ehemalige Stiftspfisterei von St. Jakob | Zweigeschossiger Walmdachbau über unregelmäßigem Grundriss, geschosstrennendes Gurtgesims und Ecklisenen, geohrte Fensterrahmungen an Ost- und Nordfassade, frühes 18. Jahrhundert; korbbogige Ladenfenster mit Eisengittern von 1939; Keller des Vorgängerbaus | D-4-61-000-380 Wikidata | weitere Bilder |
| Jakobsplatz 4; Jakobsplatz 5; Michelsberger Straße 6 (Standort) | Bürgerpalais | Stattliches barockes Bürgerpalais in Ecklage zur Michaelsberger Straße, zweigeschossiger Sandsteinquaderbau mit abgewalmtem Satteldach, gemeinsame Barockfassade mit Eckgliederung mit Jakobsplatz 5, Rundbogenportal zur Platzfront, über spätmittelalterlichem Keller 1721/25, wohl nach Plänen von Johann Leonhard Dientzenhofer errichtet, Umbau im Innern nach 1766, um 1866 Anbringung Gebsattelwappen Rückgebäude, ehemalige Stallungen (heute Michelsberger Straße 6) Zum Hof eingeschossiger, zur Michaelsberger Straße mit hohem Sockelgeschoss versehener Mansardwalmdachbau, massiv, verputzt mit Pilastergliederung, im Kern 18. Jahrhundert, 1936 Inneres überformt | D-4-61-000-381 Wikidata | weitere Bilder |
| Jakobsplatz 6 (Standort)                                        | Bürgerhaus | Dreigeschossiger Satteldachbau, gotische Fensterrahmungen, im Kern mittelalterlich, Umbau 18./19. Jahrhundert | D-4-61-000-383 Wikidata | weitere Bilder |
| Jakobsplatz 7 (Standort)                                        | Bürgerhaus | Zweiflügeliger Satteldachbau, 17./18. Jahrhundert; mit Garten | D-4-61-000-384 Wikidata | weitere Bilder |
| Jakobsplatz 8 (Standort)                                        | Ehemaliges Franziskanerkloster | Zweiflügelige Anlage mit viergeschossigem Walmdachbau und dreigeschossigem Mansarddachbau, gegründet 1852 | D-4-61-000-385 Wikidata | weitere Bilder |
| Jakobsplatz 8 (Standort)                                        | Ehemaliges Franziskanerkloster, Kapelle Beatae Mariae                                                                                                  | im Kern wohl drittes Viertel 19. Jahrhundert | D-4-61-000-385 Wikidata | weitere Bilder |
| Jakobsplatz 9 (Standort)                                        | Ehemaliges Franziskanerkloster, Studienseminar Antonianum                                                                                              | 1897 gegründet, viergeschossiger Walmdachbau | D-4-61-000-385 Wikidata | weitere Bilder |
| Jakobsplatz 9 (Standort)                                        | Ehemaliges Franziskanerkloster, Konventbau | Zweigeschossiger Satteldachbau mit Mittelrisalit, um 1900 | D-4-61-000-385 Wikidata | weitere Bilder |
| Jakobsplatz 10 (Standort)                                       | Ehemaliges Chorherrenstift St. Jakob, katholische Stiftskirche St. Jakob                                                                               | Ehemalige doppelchörige Säulenbasilika mit Westquerhaus mit östlich angelagerten Apsidiolen, um 1070–1109, Turm 13./14. Jahrhundert, Westchor Anfang 15. Jahrhundert, Fassade 1771 wohl von Johann Michel Fischer mit Figurenschmuck von Ferdinand Dietz; mit Ausstattung | D-4-61-000-386 Wikidata | weitere Bilder |
| Jakobsplatz 10 (Standort)                                       | Ehemaliges Chorherrenstift St. Jakob, Kreuzhofumbauung                                                                                                 | An das Südquerhaus anschließender Nordabschnitt des Westflügels, ehemaliger Kapitelsaal (Magdalenenkapelle, Josephskapelle), eingeschossiger Sandsteinquaderbau mit Satteldach | D-4-61-000-386 Wikidata | weitere Bilder |
| Jakobsplatz 11 (Standort)                                       | Ehemaliges Chorherrenstift St. Jakob, südlicher Abschnitt des Westflügels, ehemaliges Kapitelhaus, nachmals Schulhaus                                  | Eckgebäude mit gegen Süden dem Geländeabfall entsprechendem hohen Untergeschoss und einem Erdgeschoss, abgewalmtes Satteldach, Keller noch 12. Jahrhundert, sonst 18. Jahrhundert | D-4-61-000-386 Wikidata | weitere Bilder |
| Jakobsplatz 11 a (Standort)                                     | Ehemaliges Chorherrenstift St. Jakob, Südflügel, westlicher Abschnitt, später Schulhaus                                                                | Eingeschossiger langgestreckter Satteldachbau, wohl 17. Jahrhundert | D-4-61-000-386 Wikidata | weitere Bilder |
| Jakobsplatz 12 (Standort)                                       | Ehemaliges Chorherrenstift St. Jakob, Südflügel, östlicher Abschnitt, später Mesnerhaus                                                                | Eingeschossiger Satteldachbau, 17. Jahrhundert | D-4-61-000-386 Wikidata | weitere Bilder |
| Jakobsplatz 13 (Standort)                                       | Ehemaliges Schmidtsches Porzellanmalinstitut | Dreigeschossiger Walmdachbau mit Mittelrisalit, gegliederte Fassade mit Rundbogenfries, historistisch, nach Plänen des Bauassistenten Fritz Drausnick für Carl Schmidt 1861 errichtet; ein Seitenflügel verbindet das Hauptgebäude mit Jakobsplatz 14 | D-4-61-000-387          | weitere Bilder |
| Jakobsplatz 14; Jakobsplatz 14 r (Standort)                     | Ehemalige Stiftsdechantei von St. Jakob | Vier zweigeschossige Flügel um einen Hof geschlossen, im Hof Stumpf eines wohl hochmittelalterlichen Turms des 13. Jahrhunderts, ausgebaut vor allem im 18. Jahrhundert | D-4-61-000-388 Wikidata | weitere Bilder |
| Jakobsplatz 15 (Standort)                                       | Ehemalige Stiftskurie, dann Haus zum Greifen und Oblei Nova Domus, später Lorbershof, dann Knabenrettungsanstalt, heute St. Josephsheim und Kinderhort | Im Kern aus drei Höfen bestehende Baugruppe, Haupthof, eine in vier Flügeln um einen Hof geschlossene, zweigeschossige Anlage, im Wesentlichen um 1715 als Vorstadtvilla ausgebaut, Hoffronten mit Fresken von Francesco Marchini, wohl um 1720/30, erneuert 1961 durch Anton Greiner Kapelle mit Ausstattung, barock, im Wesentlichen erste Hälfte 18. Jahrhundert Hausfigur heiliger Joseph, bezeichnet „1880“ Barockgarten Wirtschaftsbau, an der Südostecke anschließend, zweiflügelig, zweigeschossig, 18. Jahrhundert | D-4-61-000-389 Wikidata | weitere Bilder |

### Lange Weinberge
| Lage                       | Objekt            | Beschreibung                                                                           | Akten-Nr.               | Bild |
| -------------------------- | ----------------- | -------------------------------------------------------------------------------------- | ----------------------- | ---- |
| Lange Weinberge (Standort) | Feldhüterhäuschen | Eingeschossiger Putzbau auf quadratischem Grundriss mit hohem Mansardwalmdach, um 1800 | D-4-61-000-751 Wikidata | BW   |

### Lerchenbühl
| Lage                   | Objekt                               | Beschreibung | Akten-Nr.                | Bild                                 |
| ---------------------- | ------------------------------------ | --- | ------------------------ | ------------------------------------ |
| Lerchenbühl (Standort) | Feldhüterhäuschen auf dem Sauersberg | Massiver Putzbau mit Ecklisenen und hohem Mansardwalmdach, eingeschossig auf quadratischem Grundriss, Fenster- und Türen in Steinrahmungen, spätes 18. Jahrhundert | D-4-61-000-1205 Wikidata | Feldhüterhäuschen auf dem Sauersberg |

### Michelsberger Straße
| Lage                              | Objekt                      | Beschreibung | Akten-Nr.                | Bild           |
| --------------------------------- | --------------------------- | --- | ------------------------ | -------------- |
| Michelsberger Straße 4 (Standort) | Haus zum Engel, Wohngebäude | Schlichtes, zweigeschossiges Traufseithaus mit zum rückwärtigen Seitenflügel winklig abknickendem Satteldach, Erdgeschoss massiv, Obergeschoss in Fachwerk, Straßenfassade verputzt, 18. Jahrhundert | D-4-61-000-1021 Wikidata | weitere Bilder |

### Unter der Altenburg
| Lage                                                             | Objekt      | Beschreibung                                                                        | Akten-Nr.             | Bild           |
| ---------------------------------------------------------------- | ----------- | ----------------------------------------------------------------------------------- | --------------------- | -------------- |
| Unter der Altenburg, vor dem Halsgraben der Altenburg (Standort) | Kreuzgruppe | Sandstein, spätbarock, von Georg Reuß, 1755, mit Grablegungsrelief, 17. Jahrhundert | D-4-61-000-2 Wikidata | weitere Bilder |

### Wildensorger Straße
| Lage                              | Objekt               | Beschreibung | Akten-Nr.                | Bild                 |
| --------------------------------- | -------------------- | --- | ------------------------ | -------------------- |
| Wildensorger Straße 29 (Standort) | Dänisches Sommerhaus | Über Sockel eingeschossiger Bohlenbau, nach außen verbrettert, Mansarddach mit Schopf, hölzerner Fertigbau in Tafelbauweise, 1911 von Haberkorn & Schwerdtner (Zittau) | D-4-61-000-1383 Wikidata | Dänisches Sommerhaus |